# دکس هاروود
دکس هاروود (انگلیسی: Dax Harwood؛ زادهٔ ۳۰ ژوئن ۱۹۸۴) کشتی‌گیر کشتی حرفه‌ای اهل ایالات متحده آمریکا است.